# Faggenbach
Faggenbach (Fagge) – górski strumień w austriackim Tyrolu, w Alpach, o długości ok. 24 km, wypływający spod południowej strony szczytu Weißseespitze, przepływa przez dolinę Kaunertal i wpada koło Prutz, na wysokości 884 m n.p.m. do rzeki Inn. W górnym biegu zbudowano sztuczny zbiornik Gepatschspeicher, który zbiera wodę ze strumienia i wodociągiem o długości ok. 13,2 km transportuje do elektrowni w Prutz.